# Scott Township (comté de Montgomery, Iowa)
Scott Township est un township du comté de Montgomery en Iowa, aux États-Unis,.
Le comté est fondé en 1870, sous le nom Stanton Township.

## Source de la traduction
- (en) Cet article est partiellement ou en totalité issu de l’article de Wikipédia en anglais intitulé « Scott Township, Montgomery County, Iowa » (voir la liste des auteurs).